# 輸送科 (陸上自衛隊)
輸送科（ゆそうか、英: Transportation）は、陸上自衛隊の職種の一つで後方支援（輸送関連）を担当する。旧軍の輜重兵相当。職種標識の色は紫。

## 概要
大型車両等による人員・装備品の輸送のほか、輸送統制、ターミナル業務、道路使用規制等を行う。陸上輸送（自動車・鉄道）、海上輸送および航空輸送全般を担当する。その他部隊内に自動車教習所を設置して、自動車運転免許取得のための教習を実施している（ただし、2007年（平成19年）6月の道路交通法改正により現在は自衛隊内で大型自動車免許を取得しても操縦できるのは自衛隊車両に限定され、民間の大型車を運転することはできない。運転する場合は、限定解除審査を受ける必要がある）。
主な輸送科部隊は防衛大臣直轄の陸上自衛隊中央輸送隊、方面隊には方面輸送隊（方面後方支援隊編成以降は同隊の隷下）、師団・旅団には後方支援連隊（隊）の輸送隊が配備されている。職種学校は陸上自衛隊輸送学校、教導部隊は第311輸送中隊（朝霞駐屯地）である。
2017年（平成29年）3月27日付けで大規模改編がされ、中央輸送業務隊を陸上自衛隊中央輸送隊に改編、方面輸送隊輸送業務隊を隷下に組み入れ方面分遣隊として運用を行っている。
普通科連隊に高機動車が配備される以前までは本部管理中隊に輸送小隊が編成され、隷下の普通科中隊小銃小隊の輸送を担当していたが、普通科中隊に高機動車が導入され車両化されると廃止され要員は連隊隷下の各中隊や師団輸送隊等へ異動となっている。輸送小隊には主に73式小型トラック8両（連隊長・幕僚等輸送用）と73式大型トラック10両程度が配備され、野営や演習等ではそれぞれ小銃小隊等に配属され、輸送業務を担当していた。

## 輸送科部隊の一覧
輸送科又はこれと同種の部隊として、方面輸送隊本部、方面輸送（中）隊、後方支援（連）隊輸送隊、中央輸送隊が、輸送科又はこれと同種の機関として、陸上自衛隊輸送学校が編成されている。
方面輸送隊
- 北部方面輸送隊（東千歳駐屯地）
- 東北方面輸送隊（霞目駐屯地）
- 東部方面輸送隊（朝霞駐屯地）
- 中部方面輸送隊（桂駐屯地）
- 西部方面輸送隊（健軍駐屯地）

後方支援連隊輸送隊・後方支援隊輸送隊
- 第1後方支援連隊輸送隊：1992年（平成4年）3月27日編成。
- 第2後方支援連隊輸送隊：1988年（昭和63年）3月25日編成。
- 第3後方支援連隊輸送隊：1992年（平成4年）3月27日編成。
- 第4後方支援連隊輸送隊：1990年（平成2年）3月26日編成。
- 第6後方支援連隊輸送隊：1990年（平成2年）3月26日編成。
- 第7後方支援連隊輸送隊：1981年（昭和56年）3月25日編成。
- 第8後方支援連隊輸送隊：1990年（平成2年）3月26日編成。
- 第9後方支援連隊輸送隊：1990年（平成2年）3月26日編成。
- 第10後方支援連隊輸送隊：1991年（平成3年）3月29日編成。
- 第5後方支援隊輸送隊：2004年（平成16年）3月28日編成。
- 第11後方支援隊輸送隊：2008年（平成20年）3月26日編成。
- 第12後方支援隊輸送隊：2001年（平成13年）3月27日編成。
- 第13後方支援隊輸送隊：1991年（平成3年）3月29日編成。
- 第14後方支援隊輸送隊：2006年（平成18年）3月27日編成。

防衛大臣直轄部隊
- 陸上自衛隊中央輸送隊（横浜駐屯地）

防衛大臣直轄機関
- 陸上自衛隊輸送学校（朝霞駐屯地）
  - 第311輸送中隊（朝霞駐屯地）：1975年（昭和50年）3月26日　新編

## 輸送科部隊の配置
- 北部方面隊
  - 北部方面後方支援隊
    - 北部方面輸送隊（東千歳駐屯地）
      - 北部方面輸送隊本部付隊「北方輸-本」
      - 第304輸送中隊「304輸」（島松駐屯地）
      - 第305輸送中隊「305輸」（島松駐屯地）
      - 第310輸送中隊「310輸」
      - 第313輸送中隊「313輸」
      - 第314輸送中隊「314輸」

  - 第2師団
    - 第2後方支援連隊輸送隊「2後支-輸」（旭川駐屯地）

  - 第5旅団
    - 第5後方支援隊輸送隊「5後支-輸」（帯広駐屯地）

  - 第7師団
    - 第7後方支援連隊輸送隊「7後支-輸」（東千歳駐屯地）

  - 第11旅団
    - 第11後方支援隊輸送隊「11後支-輸」（真駒内駐屯地）
- 東北方面隊（東北地方）
  - 東北方面後方支援隊
    - 東北方面輸送隊（霞目駐屯地）
      - 東北方面輸送隊本部付隊「東北方輸-本」
      - 第309輸送中隊「309輸」
      - 第302輸送隊「302輸隊」

  - 第6師団
    - 第6後方支援連隊輸送隊「6後支-輸」（神町駐屯地）

  - 第9師団
    - 第9後方支援連隊輸送隊「9後支-輸」（青森駐屯地）
- 東部方面隊
  - 東部方面後方支援隊
    - 東部方面輸送隊（朝霞駐屯地）
      - 東部方面輸送隊本部付隊「東方輸-本」
      - 第301輸送中隊「301輸」
      - 第302輸送中隊「302輸」
      - 第301輸送隊「301輸隊」

  - 第1師団
    - 第1後方支援連隊輸送隊「1後支-輸」（練馬駐屯地）

  -  第12旅団
    - 第12後方支援隊輸送隊「12後支-輸」（新町駐屯地）
- 中部方面隊
  - 中部方面後方支援隊
    - 中部方面輸送隊（桂駐屯地）
      - 中部方面輸送隊本部付隊「中方輸-本」
      - 第306輸送中隊「306輸」
      - 第305輸送隊「305輸隊」

  - 第3師団
    - 第3後方支援連隊輸送隊「3後支-輸」（千僧駐屯地）

  - 第10師団
    - 第10後方支援連隊輸送隊「10後支-輸」（春日井駐屯地）

  - 第13旅団
    - 第13後方支援隊輸送隊「13後支-輸」（海田市駐屯地）

  - 第14旅団
    - 第14後方支援隊輸送隊「14後支-輸」（善通寺駐屯地）
- 西部方面隊（九州・沖縄地方）
  - 西部方面後方支援隊
    - 西部方面輸送隊（健軍駐屯地）
      - 西部方面輸送隊本部付隊「西方輸-本」
      - 第307輸送中隊「307輸」
      - 第304輸送隊「304輸隊」
      - 竹松車両教育隊「竹松車教」

  - 第4師団
    - 第4後方支援連隊輸送隊「4後支-輸」（福岡駐屯地）

  - 第8師団
    - 第8後方支援連隊輸送隊「8後支-輸」（北熊本駐屯地）
- 防衛大臣直轄部隊
  - 陸上自衛隊中央輸送隊（横浜駐屯地）
    - 中央輸送隊本部「中輸」
    - 輸送処理隊（横浜ノース・ドック）
    - 第1国際輸送支援隊
    - 第2国際輸送支援隊
    - 第3国際輸送支援隊
    - 第4国際輸送支援隊
    - 第5国際輸送支援隊
    - 第1方面分遣隊　
      - 第1方面分遣隊本部「中輸-1分遣」（東千歳駐屯地）
      - 第1端末地業務班（真駒内駐屯地）
      - 第2端末地業務班（旭川駐屯地）
      - 第3端末地業務班（帯広駐屯地）

    - 第2方面分遣隊　
      - 第2方面分遣隊本部「中輸-2分遣」（霞目駐屯地）
      - 第1端末地業務班（岩手駐屯地）
      - 第2端末地業務班（八戸駐屯地）
      - 第3端末地業務班（神町駐屯地）

    - 第3方面分遣隊　
      - 第3方面分遣隊本部「中輸-3分遣」（朝霞駐屯地）
      - 第1端末地業務班（朝霞駐屯地）
      - 第2端末地業務班（相馬原駐屯地）
      - 第3端末地業務班（富士駐屯地）

    - 第4方面分遣隊　
      - 第4方面分遣隊本部「中輸-4分遣」（桂駐屯地）
      - 第1端末地業務班（春日井駐屯地）
      - 第2端末地業務班（海田市駐屯地）
      - 第3端末地業務班（善通寺駐屯地）

    - 第5方面分遣隊　
      - 第5方面分遣隊本部「中輸-5分遣」（健軍駐屯地）
      - 第1端末地業務班（健軍駐屯地）
      - 第2端末地業務班（福岡駐屯地）
      - 第3端末地業務班（国分駐屯地）
      - 第4端末地業務班（那覇駐屯地）
      - 第5端末地業務班（那覇駐屯地）

- 防衛大臣直轄機関
  - 陸上自衛隊輸送学校「輸校」（朝霞駐屯地）
    - 第311輸送中隊「311輸」（朝霞駐屯地）

## 方面輸送隊
方面輸送隊（ほうめんゆそうたい）は、各方面後方支援隊に1個置かれており、隊本部のほか、本部付隊、複数の輸送中隊・輸送隊からなり、方面隊直轄部隊をはじめ、方面隊内各部隊の輸送支援にあたる。2000年代に方面隊直轄から方面後方支援隊隷下に再編されている。輸送隊長は1等陸佐（二）が充てられる。
方面輸送隊の一覧
- 北部方面輸送隊（東千歳駐屯地）北部方面後方支援隊

- 東北方面輸送隊（霞目駐屯地）東北方面後方支援隊

- 東部方面輸送隊（朝霞駐屯地）東部方面後方支援隊

- 中部方面輸送隊（桂駐屯地）中部方面後方支援隊

- 西部方面輸送隊（健軍駐屯地）西部方面後方支援隊

## 独立輸送中隊
輸送中隊（ゆそうちゅうたい）は、方面輸送隊等隷下の輸送科部隊である。特大型トラック等を装備し、中隊長は3等陸佐が充てられる。北部方面輸送隊に5個、東北方面輸送隊に1個、東部方面輸送隊に2個、中部方面輸送隊に1個、西部方面輸送隊に1個が編合されている。第311輸送中隊（朝霞駐屯地）は、陸上自衛隊輸送学校に隷属している。
輸送中隊の一覧
※太字は廃止部隊
- 第301輸送中隊「301輸」（朝霞駐屯地）東部方面輸送隊：
- 第302輸送中隊「302輸」（朝霞駐屯地）東部方面輸送隊：
- 第303輸送中隊「303輸」（朝霞駐屯地）東部方面輸送隊：2004年（平成16年）3月27日廃止。

- 第304輸送中隊「304輸」（島松駐屯地）北部方面輸送隊：
- 第305輸送中隊「305輸」（島松駐屯地）北部方面輸送隊：
- 第306輸送中隊「306輸」（桂駐屯地）中部方面輸送隊：
- 第307輸送中隊「307輸」（健軍駐屯地）西部方面輸送隊：
- 第308輸送中隊「308輸」（真駒内駐屯地）北部方面輸送隊：2008年（平成20年）3月26日廃止。
- 第309輸送中隊「309輸」（霞目駐屯地）東北方面輸送隊：
- 第310輸送中隊「310輸」（東千歳駐屯地）北部方面輸送隊：
- 第311輸送中隊「311輸」（朝霞駐屯地）陸上自衛隊輸送学校：
- 第312輸送中隊「312輸」（豊中分屯地）中部方面輸送隊：2002年（平成14年）3月26日廃止。第305輸送隊に改編。
- 第313輸送中隊「313輸」（東千歳駐屯地）北部方面輸送隊：
- 第314輸送中隊「314輸」（東千歳駐屯地）北部方面輸送隊：

輸送中隊の概要
第301輸送中隊（だいサンマルイチゆそうちゅうたい）は、特大型トラック等を装備し陸上自衛隊朝霞駐屯地に駐屯する東部方面輸送隊隷下の輸送科部隊である。
- 改編部隊：第901輸送中隊
- 創設　　：1954年（昭和29年）7月1日
- 編成地　：立川駐屯地
- 部隊長　：3等陸佐
- 隊旗　　：紫の中隊旗（甲）
- 車両表示：301輸
- 駐屯地　：

1. 立川駐屯地：1954年（昭和29年）7月1日から
2. 朝霞駐屯地：

- 編成　　：
  - 中隊本部
  - 数個の輸送小隊
- 主要装備：特大型トラック等
- 上級部隊：

1. 第101輸送大隊：1954年（昭和29年）7月1日から
2. 東部方面輸送隊：1975年（昭和50年）3月26日から

- 備考　　：

第302輸送中隊（だいサンマルニゆそうちゅうたい）は、特大型トラック等を装備し陸上自衛隊朝霞駐屯地に駐屯する東部方面輸送隊隷下の輸送科部隊である。
- 改編部隊：第906輸送中隊
- 創設　　：1954年（昭和29年）7月1日
- 編成地　：朝霞駐屯地
- 部隊長　：3等陸佐
- 隊旗　　：紫の中隊旗（甲）
- 車両表示：302輸
- 駐屯地　：

1. 朝霞駐屯地：1954年（昭和29年）7月1日から
2. 立川駐屯地：1954年（昭和29年）9月29日から
3. 朝霞駐屯地：

- 編成　　：
  - 中隊本部
  - 数個の輸送小隊
- 主要装備：特大型トラック等
- 上級部隊：

1. 第101輸送大隊：1954年（昭和29年）7月1日から
2. 東部方面輸送隊：1975年（昭和50年）3月26日から

- 備考　　：

第303輸送中隊（だいサンマルサンゆそうちゅうたい）は、特大型トラック等を装備し陸上自衛隊朝霞駐屯地に駐屯していた東部方面輸送隊隷下の輸送科部隊で2004年（平成16年）3月27日に廃止された。
- 改編部隊：第907輸送中隊
- 創設　　：1954年（昭和29年）7月1日
- 編成地　：朝霞駐屯地
- 部隊長　：3等陸佐
- 隊旗　　：紫の中隊旗（甲）
- 車両表示：303輸
- 駐屯地　：

1. 朝霞駐屯地：1954年（昭和29年）7月1日から
2. 立川駐屯地：1954年（昭和29年）9月29日から
3. 朝霞駐屯地：

- 編成　　：
  - 中隊本部
  - 数個の輸送小隊
- 主要装備：特大型トラック等
- 上級部隊：

1. 第101輸送大隊：1954年（昭和29年）7月1日から
2. 東部方面輸送隊：1975年（昭和50年）3月26日から

- 廃止　　：2004年（平成16年）3月27日
- 廃止地　：朝霞駐屯地
- 備考　　：

第304輸送中隊（だいサンマルヨンゆそうちゅうたい）は、特大型トラック等を装備し陸上自衛隊島松駐屯地に駐屯する北部方面輸送隊隷下の輸送科部隊である。
- 創設　　：1954年（昭和29年）10月15日
- 編成地　：札幌駐屯地
- 部隊長　：3等陸佐
- 隊旗　　：紫の中隊旗（甲）
- 車両表示：304輸
- 駐屯地　：

1. 札幌駐屯地：1954年（昭和29年）10月15日から
2. 真駒内駐屯地：1954年（昭和29年）10月30日から
3. 島松駐屯地：2023年（令和5年）3月15日

- 編成　　：
  - 中隊本部
  - 数個の輸送小隊
- 主要装備：特大型トラック等
- 上級部隊：

1. 第102輸送大隊：1954年（昭和29年）10月15日から
2. 北部方面輸送隊：1975年（昭和50年）3月26日から

- 備考　　：

第305輸送中隊（だいサンマルゴゆそうちゅうたい）は、特大型トラック等を装備し陸上自衛隊島松駐屯地に駐屯する北部方面輸送隊隷下の輸送科部隊である。
- 創設　　：1954年（昭和29年）10月15日
- 編成地　：札幌駐屯地
- 部隊長　：3等陸佐
- 隊旗　　：紫の中隊旗（甲）
- 車両表示：305輸
- 駐屯地　：

1. 札幌駐屯地：1954年（昭和29年）10月15日から
2. 真駒内駐屯地：1954年（昭和29年）10月30日から
3. 島松駐屯地：2023年（令和5年）3月15日

- 編成　　：
  - 中隊本部
  - 数個の輸送小隊
- 主要装備：特大型トラック等
- 上級部隊：

1. 第102輸送大隊：1954年（昭和29年）10月15日から
2. 北部方面輸送隊：1975年（昭和50年）3月26日から

- 備考　　：

第306輸送中隊（だいサンマルロクゆそうちゅうたい）は、特大型トラック等を装備し陸上自衛隊桂駐屯地に駐屯する中部方面輸送隊隷下の輸送科部隊である。
- 改編部隊：第909輸送中隊
- 創設　　：1952年（昭和27年）12月18日
- 編成地　：札幌駐屯地
- 部隊長　：3等陸佐
- 隊旗　　：紫の中隊旗（甲）
- 車両表示：306輸
- 駐屯地　：

1. 宇治駐屯地：1952年（昭和27年）12月18日から
2. 伊丹駐屯地：1955年（昭和30年）10月25日から
3. 豊中分屯地：1980年（昭和55年）3月25日から
4. 桂駐屯地：2006年（平成18年）3月24日から

- 編成　　：
  - 中隊本部
  - 数個の輸送小隊
- 主要装備：特大型トラック等
- 上級部隊：

1. ？：1952年（昭和27年）12月18日から
2. 中部方面隊：1960年（昭和35年）1月14日から
3. 中部方面輸送隊：1976年（昭和51年）3月25日から

- 備考　　：

第307輸送中隊（だいサンマルナナゆそうちゅうたい）は、特大型トラック等を装備し陸上自衛隊健軍駐屯地に駐屯する西部方面輸送隊隷下の輸送科部隊である。
- 改編部隊：第905輸送車両中隊
- 創設　　：1954年（昭和29年）7月1日
- 編成地　：目達原駐屯地
- 部隊長　：3等陸佐
- 隊旗　　：紫の中隊旗（甲）
- 車両表示：307輸
- 駐屯地　：

1. 目達原駐屯地：1954年（昭和29年）7月1日から
2. 健軍駐屯地：1980年（昭和55年）3月25日から

- 編成　　：
  - 中隊本部
  - 数個の輸送小隊
- 主要装備：特大型トラック等
- 上級部隊：

1. 陸上自衛隊九州地区補給処：1954年（昭和29年）7月1日から
2. 西部方面輸送隊：1976年（昭和51年）3月25日から

- 備考　　：

第308輸送中隊（だいサンマルハチゆそうちゅうたい）は、特大型トラック等を装備し陸上自衛隊真駒内駐屯地に駐屯していた北部方面輸送隊隷下の輸送科部隊で2008年（平成20年）3月26日に廃止された。
- 創設　　：1954年（昭和29年）10月15日
- 編成地　：札幌駐屯地
- 部隊長　：3等陸佐
- 隊旗　　：紫の中隊旗（甲）
- 車両表示：308輸
- 駐屯地　：

1. 札幌駐屯地：1954年（昭和29年）10月15日から
2. 真駒内駐屯地：1954年（昭和29年）10月30日から

- 編成　　：
  - 中隊本部
  - 数個の輸送小隊
- 主要装備：特大型トラック等
- 上級部隊：

1. 第102輸送大隊：1954年（昭和29年）10月15日から
2. 北部方面輸送隊：1975年（昭和50年）3月26日から

- 廃止　　：2008年（平成20年）3月26日
- 廃止地　：真駒内駐屯地
- 備考　　：

第309輸送中隊（だいサンマルキュウゆそうちゅうたい）は、特大型トラック等を装備し陸上自衛隊霞目駐屯地に駐屯する東北方面輸送隊隷下の輸送科部隊である。
- 創設　　：1958年（昭和33年）6月25日
- 編成地　：立川駐屯地
- 部隊長　：3等陸佐
- 隊旗　　：紫の中隊旗（甲）
- 車両表示：309輸
- 駐屯地　：

1. 立川駐屯地：1958年（昭和33年）6月25日から
2. 霞目駐屯地：1958年（昭和29年）7月3日から

- 編成　　：
  - 中隊本部
  - 数個の輸送小隊
- 主要装備：特大型トラック等
- 上級部隊：

1. ？：1958年（昭和33年）6月25日から
2. 東北方面隊：1960年（昭和35年）1月14日から
3. 東北方面輸送隊：1976年（昭和51年）3月25日から

- 備考　　：

第310輸送中隊（だいサンイチマルゆそうちゅうたい）は、特大型運搬車等を装備し陸上自衛隊東千歳駐屯地に駐屯する北部方面輸送隊隷下の輸送科部隊である。
- 創設　　：1975年（昭和50年）3月26日
- 編成地　：真駒内駐屯地
- 部隊長　：3等陸佐
- 隊旗　　：紫の中隊旗（甲）
- 車両表示：310輸
- 駐屯地　：

1. 真駒内駐屯地：1975年（昭和50年）3月26日から
2. 東千歳駐屯地：2023年（令和5年）3月15日から

- 編成　　：
  - 中隊本部
  - 数個の輸送小隊
- 主要装備：特大型運搬車等
- 上級部隊：北部方面輸送隊　1975年（昭和50年）3月26日から

- 備考　　：

第311輸送中隊（だいサンイチイチゆそうちゅうたい）は、特大型トラック等を装備し陸上自衛隊朝霞駐屯地に駐屯する陸上自衛隊輸送学校隷下の輸送科部隊である。
- 創設　　：1975年（昭和50年）3月26日
- 編成地　：朝霞駐屯地
- 部隊長　：3等陸佐
- 隊旗　　：紫の中隊旗（甲）
- 車両表示：311輸
- 編成　　：
  - 中隊本部
  - 数個の輸送小隊
- 主要装備：特大型トラック等
- 上級部隊：陸上自衛隊輸送学校

- 備考　　：輸送学校入校学生に対する教育支援、学校の研究の支援および実際の輸送任務を担当。

第312輸送中隊（だいサンイチニゆそうちゅうたい）は、特大型トラック等を装備する陸上自衛隊豊中分屯地に駐屯していた中部方面輸送隊隷下の輸送科部隊で2002年（平成14年）3月26日に廃止され第305輸送隊に改編された。
- 改編部隊：第303輸送隊
- 創設　　：1985年（昭和60年）3月20日
- 編成地　：豊中分屯地
- 部隊長　：3等陸佐
- 隊旗　　：紫の中隊旗（甲）
- 車両表示：312輸
- 駐屯地　：豊中分屯地

- 編成　　：
  - 中隊本部
  - 数個の輸送小隊
- 主要装備：特大型トラック等
- 上級部隊：中部方面輸送隊

- 廃止　　：2002年（平成14年）3月26日
- 廃止地　：豊中分屯地
- 備考　　：第305輸送隊に改編。

第313輸送中隊（だいサンイチサンゆそうちゅうたい）は、特大型運搬車等を装備し陸上自衛隊東千歳駐屯地に駐屯する北部方面輸送隊隷下の輸送科部隊である。
- 創設　　：1993年（平成5年）3月30日
- 編成地　：真駒内駐屯地
- 部隊長　：3等陸佐
- 隊旗　　：紫の中隊旗（甲）
- 車両表示：313輸
- 駐屯地　：

1. 真駒内駐屯地：1993年（平成5年）3月30日から
2. 東千歳駐屯地：2023年（令和5年）3月15日から

- 編成　　：
  - 中隊本部
  - 数個の輸送小隊
- 主要装備：特大型運搬車等
- 上級部隊：北部方面輸送隊　1993年（平成5年）3月30日から

第314輸送中隊（だいサンイチヨンゆそうちゅうたい）は、特大型運搬車等を装備し陸上自衛隊東千歳駐屯地に駐屯する北部方面輸送隊隷下の輸送科部隊である。
- 創設　　：1993年（平成5年）3月30日
- 編成地　：真駒内駐屯地
- 部隊長　：3等陸佐
- 隊旗　　：紫の中隊旗（甲）
- 車両表示：314輸
- 駐屯地　：

1. 真駒内駐屯地：1993年（平成5年）3月30日から
2. 東千歳駐屯地：2023年（令和5年）3月15日から

- 編成　　：
  - 中隊本部
  - 数個の輸送小隊
- 主要装備：特大型運搬車等
- 上級部隊：北部方面輸送隊　1993年（平成5年）3月30日から

## 独立輸送隊
輸送隊（ゆそうたい）は、方面輸送隊隷下の輸送科部隊である。特大型セミトレーラけん引車および73式特大型セミトレーラ等を装備し、中隊長は3等陸佐が充てられる。北部方面隊を除く方面輸送隊に1個が編合されている。
輸送隊の一覧
※太字は廃止部隊
- 第301輸送隊「301輸隊」（朝霞駐屯地）東部方面輸送隊
- 第302輸送隊「302輸隊」（霞目駐屯地）東北方面輸送隊
- 第303輸送隊「303輸隊」（豊中分屯地）中部方面輸送隊：1976年（昭和51年）3月25日新編。1985年（昭和60年）3月19日廃止。第312輸送中隊に改編。
- 第304輸送隊「304輸隊」（健軍駐屯地）西部方面輸送隊
- 第305輸送隊「305輸隊」（桂駐屯地）中部方面輸送隊：2002年（平成14年）3月27日新編。

## 後方支援連隊輸送隊・後方支援隊輸送隊
後方支援連隊・後方支援隊内輸送隊は、師団・旅団における輸送科職種の部隊であり各種トラック、トレーラーで師団、旅団隷下の各部隊に対し、各種輸送支援を実施する。隊本部のほか、複数の輸送小隊、トレーラ小隊、自動車教習所等からなる。後方支援連隊等の新編時に、師団直轄から連隊隷下部隊へと再編された。なお、第15後方支援隊には、編成されていない。
後方支援連隊輸送隊・後方支援隊輸送隊の一覧
- 第1後方支援連隊輸送隊：1992年（平成4年）3月27日編成。
- 第2後方支援連隊輸送隊：1988年（昭和63年）3月25日編成。
- 第3後方支援連隊輸送隊：1992年（平成4年）3月27日編成。
- 第4後方支援連隊輸送隊：1990年（平成2年）3月26日編成。
- 第6後方支援連隊輸送隊：1990年（平成2年）3月26日編成。
- 第7後方支援連隊輸送隊（だいななこうほうしえんれんたいゆそうたい）は、東千歳駐屯地に駐屯する第7後方支援連隊隷下の輸送科部隊である。1981年（昭和56年）3月25日編成。
- 第8後方支援連隊輸送隊：1990年（平成2年）3月26日編成。
- 第9後方支援連隊輸送隊：1990年（平成2年）3月26日編成。
- 第10後方支援連隊輸送隊：1991年（平成3年）3月29日編成。
- 第5後方支援隊輸送隊：2004年（平成16年）3月28日編成。
- 第11後方支援隊輸送隊：2008年（平成20年）3月26日編成。
- 第12後方支援隊輸送隊：2001年（平成13年）3月27日編成。
- 第13後方支援隊輸送隊：1991年（平成3年）3月29日編成。
- 第14後方支援隊輸送隊：2006年（平成18年）3月27日編成。

後方支援連隊輸送隊（廃止）の一覧
- 第5後方支援連隊輸送隊：1989年（平成元年）3月24日新編。
- 第11後方支援連隊輸送隊：1989年（平成元年）3月24日新編。
- 第12後方支援連隊輸送隊：1991年（平成03年）3月29日新編。
- 第13後方支援連隊輸送隊：1991年（平成3年）3月29日新編。

## 師団直轄輸送隊（廃止）
師団直轄輸送隊の一覧
- 第1輸送隊（練馬駐屯地）第1師団：
- 第2輸送隊（旭川駐屯地）第2師団：
- 第3輸送隊（千僧駐屯地）第3師団：
- 第4輸送隊（福岡駐屯地）第4師団：
- 第5輸送隊（帯広駐屯地）第5師団：
- 第6輸送隊（神町駐屯地）第6師団：
- 第7装甲輸送隊（東千歳駐屯地）第7師団：
- 第8輸送隊（北熊本駐屯地）第8師団：
- 第9輸送隊（青森駐屯地）第9師団：
- 第10輸送隊（春日井駐屯地）第10師団：
- 第11輸送隊（真駒内駐屯地）第11師団：
- 第12輸送隊（新町駐屯地）第12師団：
- 第13輸送隊（海田市駐屯地）第13師団：

師団直轄輸送隊の概要
第1輸送隊（だいいちゆそうたい）は、陸上自衛隊練馬駐屯地に駐屯していた第1師団隷下の輸送科部隊で1992年（平成4年）3月26日に廃止され、第1後方支援連隊隷下となった。
- 創設　　：1962年（昭和37年）1月18日
- 編成地　：練馬駐屯地
- 部隊長　：2等陸佐
- 隊旗　　：紫の大隊旗
- 車両表示：1輸
- 編成　　：
- 主要装備：特大型トラック等
- 上級部隊：第1師団
- 廃止　　：1992年（平成4年）3月26日
- 廃止地　：練馬駐屯地
- 後継部隊：第1後方支援連隊輸送隊
- 備考　　：第1師団の近代化改編（後方支援連隊の編成）に伴い廃止。

第2輸送隊（だいにゆそうたい）は、陸上自衛隊旭川駐屯地に駐屯していた第2師団隷下の輸送科部隊で1988年（昭和63年）3月24日に廃止され、第2後方支援連隊隷下となった。
- 創設　　：1962年（昭和37年）1月18日
- 編成地　：旭川駐屯地
- 部隊長　：2等陸佐
- 隊旗　　：紫の大隊旗
- 車両表示：2輸
- 編成　　：
- 主要装備：特大型トラック等
- 上級部隊：第1師団
- 廃止　　：1988年（昭和63年）3月24日
- 廃止地　：旭川駐屯地
- 後継部隊：第2後方支援連隊輸送隊
- 備考　　：第2師団の近代化改編（後方支援連隊の編成）に伴い廃止。

第3輸送隊（だいさんゆそうたい）は、陸上自衛隊千僧駐屯地に駐屯していた第3師団隷下の輸送科部隊で1992年（平成4年）3月26日に廃止され、第3後方支援連隊隷下となった。
- 創設　　：1962年（昭和37年）1月18日
- 編成地　：千僧駐屯地
- 部隊長　：2等陸佐
- 隊旗　　：紫の大隊旗
- 車両表示：3輸
- 編成　　：
- 主要装備：特大型トラック等
- 上級部隊：第3師団
- 廃止　　：1992年（平成4年）3月26日
- 廃止地　：千僧駐屯地
- 後継部隊：第3後方支援連隊輸送隊
- 備考　　：第3師団の近代化改編（後方支援連隊の編成）に伴い廃止。

第4輸送隊（だいよんゆそうたい）は、陸上自衛隊福岡駐屯地に駐屯していた第4師団隷下の輸送科部隊で1990年（平成2年）3月25日に廃止され、第4後方支援連隊隷下となった。
- 創設　　：1962年（昭和37年）8月15日
- 編成地　：福岡駐屯地
- 部隊長　：2等陸佐
- 隊旗　　：紫の大隊旗
- 車両表示：4輸
- 編成　　：
- 主要装備：特大型トラック等
- 上級部隊：第4師団
- 廃止　　：1990年（平成2年）3月25日
- 廃止地　：福岡駐屯地
- 後継部隊：第4後方支援連隊輸送隊
- 備考　　：第4師団の近代化改編（後方支援連隊の編成）に伴い廃止。

第5輸送隊（だいごゆそうたい）は、陸上自衛隊帯広駐屯地に駐屯していた第5師団隷下の輸送科部隊で1989年（平成元年）3月23日に廃止され、第5後方支援連隊隷下となった。
- 創設　　：1962年（昭和37年）1月18日
- 編成地　：帯広駐屯地
- 部隊長　：2等陸佐
- 隊旗　　：紫の大隊旗
- 車両表示：5輸
- 編成　　：
- 主要装備：特大型トラック等
- 上級部隊：第5師団
- 廃止　　：1989年（平成元年）3月23日
- 廃止地　：帯広駐屯地
- 後継部隊：第5後方支援連隊輸送隊→第5後方支援隊輸送隊
- 備考　　：第5師団の近代化改編（後方支援連隊の編成）に伴い廃止。

第6輸送隊（だいろくゆそうたい）は、陸上自衛隊神町駐屯地に駐屯していた第6師団隷下の輸送科部隊で1990年（平成2年）3月25日に廃止され、第6後方支援連隊隷下となった。
- 創設　　：1962年（昭和37年）8月15日
- 編成地　：神町駐屯地
- 部隊長　：2等陸佐
- 隊旗　　：紫の大隊旗
- 車両表示：6輸
- 編成　　：
- 主要装備：
- 上級部隊：第6師団
- 廃止　　：1990年（平成2年）3月25日
- 廃止地　：神町駐屯地
- 後継部隊：第6後方支援連隊輸送隊
- 備考　　：第6師団の近代化改編（後方支援連隊の編成）に伴い廃止。

第7装甲輸送隊（だいななそうこうゆそうたい）は、陸上自衛隊東千歳駐屯地に駐屯していた第7師団隷下の輸送科部隊で1981年（昭和56年）3月24日に廃止され、第7後方支援連隊隷下となった。
- 創設　　：1961年（昭和36年）2月28日
- 編成地　：東千歳駐屯地
- 部隊長　：2等陸佐
- 隊旗　　：紫の大隊旗
- 車両表示：7装輸
- 編成　　：
  - 第7装甲輸送隊本部
  - 第1装甲車輸送小隊：60式装甲車　22両
  - 第2装甲車輸送小隊：60式装甲車　22両
  - 第3装甲車輸送小隊：60式装甲車　22両
  - 第4装甲車輸送小隊：60式装甲車　22両
  - 第5装甲車輸送小隊：60式装甲車　22両
  - トラック輸送中隊：2　1/2tトラック　32両
- 主要装備：60式装甲車
- 上級部隊：

1. 第7混成団：1961年（昭和36年）2月28日
2. 第7師団：1962年（昭和37年）8月15日

- 廃止　　：1981年（昭和56年）3月24日
- 廃止地　：東千歳駐屯地
- 後継部隊：第7後方支援連隊輸送隊
- 備考　　：第7師団の機甲師団への改編（後方支援連隊の編成）に伴い廃止。

第8輸送隊（だいはちくゆそうたい）は、陸上自衛隊北熊本駐屯地に駐屯していた第8師団隷下の輸送科部隊で1990年（平成2年）3月25日に廃止され、第8後方支援連隊隷下となった。
- 創設　　：1962年（昭和37年）8月15日
- 編成地　：北熊本駐屯地
- 部隊長　：2等陸佐
- 隊旗　　：紫の大隊旗
- 車両表示：8輸
- 編成　　：
- 主要装備：特大型トラック等
- 上級部隊：第8師団
- 廃止　　：1990年（平成2年）3月25日
- 廃止地　：北熊本駐屯地
- 後継部隊：第8後方支援連隊輸送隊
- 備考　　：第8師団の近代化改編（後方支援連隊の編成）に伴い廃止。

第9輸送隊（だいきゅうゆそうたい）は、陸上自衛隊青森駐屯地に駐屯していた第9師団隷下の輸送科部隊で1990年（平成2年）3月25日に廃止され、第9後方支援連隊隷下となった。
- 創設　　：1962年（昭和37年）8月15日
- 編成地　：青森駐屯地
- 部隊長　：2等陸佐
- 隊旗　　：紫の大隊旗
- 車両表示：9輸
- 編成　　：
- 主要装備：特大型トラック等
- 上級部隊：第9師団
- 廃止　　：1990年（平成2年）3月25日
- 廃止地　：青森駐屯地
- 後継部隊：第9後方支援連隊輸送隊
- 備考　　：第9師団の近代化改編（後方支援連隊の編成）に伴い廃止。

第10輸送隊（だいじゅうゆそうたい）は、陸上自衛隊春日井駐屯地に駐屯していた第10師団隷下の輸送科部隊で1991年（平成3年）3月28日に廃止され、第10後方支援連隊隷下となった。
- 創設　　：1962年（昭和37年）1月18日
- 編成地　：春日井駐屯地
- 部隊長　：2等陸佐
- 隊旗　　：紫の大隊旗
- 車両表示：10輸
- 編成　　：
- 主要装備：特大型トラック等
- 上級部隊：第10師団
- 廃止　　：1991年（平成3年）3月28日
- 廃止地　：春日井駐屯地
- 後継部隊：第10後方支援連隊輸送隊
- 備考　　：第10師団の近代化改編（後方支援連隊の編成）に伴い廃止。

第11輸送隊（だいじゅういちゆそうたい）は、陸上自衛隊真駒内駐屯地に駐屯していた第11師団隷下の輸送科部隊で1989年（平成元年）3月23日に廃止され、第11後方支援連隊隷下となった。
- 創設　　：1962年（昭和37年）1月18日
- 編成地　：真駒内駐屯地
- 部隊長　：2等陸佐
- 隊旗　　：紫の大隊旗
- 車両表示：11輸
- 編成　　：
- 主要装備：特大型トラック等
- 上級部隊：第11師団
- 廃止　　：1989年（平成元年）3月23日
- 廃止地　：真駒内駐屯地
- 後継部隊：第11後方支援連隊輸送隊→第11後方支援隊輸送隊
- 備考　　：第11師団の近代化改編（後方支援連隊の編成）に伴い廃止。

第12輸送隊（だいじゅうにゆそうたい）は、陸上自衛隊新町駐屯地に駐屯していた第12師団隷下の輸送科部隊で1991年（平成3年）3月28日に廃止され、第12後方支援連隊隷下となった。
- 創設　　：1962年（昭和37年）1月18日
- 編成地　：不明
- 部隊長　：2等陸佐
- 隊旗　　：紫の大隊旗
- 車両表示：12輸
- 編成　　：
- 主要装備：特大型トラック等
- 上級部隊：第12師団
- 廃止　　：1991年（平成3年）3月28日
- 廃止地　：新町駐屯地
- 後継部隊：第12後方支援連隊輸送隊→第12後方支援隊輸送隊
- 備考　　：第12師団の近代化改編（後方支援連隊の編成）に伴い廃止。

第13輸送隊（だいじゅうさんゆそうたい）は、陸上自衛隊海田市駐屯地に駐屯していた第13師団隷下の輸送科部隊で1991年（平成3年）3月28日に廃止され、第13後方支援連隊隷下となった。
- 創設　　：1962年（昭和37年）1月18日
- 編成地　：不明
- 部隊長　：2等陸佐
- 隊旗　　：紫の大隊旗
- 車両表示：13輸
- 編成　　：
- 主要装備：特大型トラック等
- 上級部隊：第13師団
- 廃止　　：1991年（平成3年）3月28日
- 廃止地　：海田市駐屯地
- 後継部隊：第13後方支援連隊輸送隊→第13後方支援隊輸送隊
- 備考　　：第13師団の近代化改編（後方支援連隊の編成）に伴い廃止。

## 陸上自衛隊中央輸送隊
陸上自衛隊中央輸送隊を参照。

## 輸送大隊（廃止）
- 第101輸送大隊（立川駐屯地）：1954年（昭和29年）7月1日新編。1975年（昭和50年）3月26日、東部方面輸送隊に改編。
- 第102輸送大隊（真駒内駐屯地）：1954年（昭和29年）10月15日新編。1975年（昭和50年）3月26日、北部方面輸送隊に増強改編。

## 輸送業務隊（廃止）
輸送業務隊（ゆそうぎょうむたい）は、陸上自衛隊の各方面輸送隊の隷下に編合されていた輸送科部隊で、2018年（平成30年）3月に廃止され陸上自衛隊中央輸送隊の方面分遣隊として再編成された。
飛行場または港湾、鉄道駅等において物流輸送の統制や端末地業務（誘導・検数、通関支援、役務検査等）を実施し、方面隊隷下部隊を支援する部隊。また、国際貢献活動の派遣・撤収や民間輸送機関を利用した輸送に伴う港湾等端末地業務の他、道路交通規制業務等の支援任務を行っていた。
輸送業務隊の一覧（編成）
- 第101輸送業務隊（真駒内駐屯地）：北部方面輸送隊　2002年（平成14年）3月27日新編。2018年（平成30年）3月26日廃止。
  - 第1端末地業務班（真駒内駐屯地）
  - 第2端末地業務班（旭川駐屯地）
  - 第3端末地業務班（帯広駐屯地）
- 第102輸送業務隊（朝霞駐屯地）：東部方面輸送隊　2002年（平成14年）3月27日新編。2018年（平成30年）3月26日廃止。
- 第103輸送業務隊（那覇駐屯地）：西部方面輸送隊　2003年（平成15年）3月27日新編。2018年（平成30年）3月27日廃止。
- 第104輸送業務隊（桂駐屯地）：中部方面輸送隊　2004年（平成16年）3月27日新編。2018年（平成30年）3月26日廃止。
  - 第1端末地業務班（春日井駐屯地）
  - 第2端末地業務班（海田市駐屯地）
  - 第3端末地業務班（善通寺駐屯地）
- 第105輸送業務隊（霞目駐屯地）：東北方面輸送隊　2006年（平成18年）3月27日新編。2018年（平成30年）3月26日廃止。
  - 第1端末地業務班（岩手駐屯地）
  - 第2端末地業務班（八戸駐屯地）
  - 第3端末地業務班（神町駐屯地）

## 沿革
警察予備隊時代
- 1951年（昭和26年）
  - 3月28日：第902重輸送車両中隊が舞鶴駐屯地に新編。
  - 5月1日：

  1. 第900輸送大隊および本部中隊が宇都宮駐屯地で新編され立川駐屯地へ移駐。
  2. 第901輸送車両中隊が船岡駐屯地に新編され、立川駐屯地へ移駐。
  3. 第903輸送車両中隊が福知山駐屯地に新編。
  4. 第905輸送車両中隊が曽根駐屯地に新編。

  - 5月11日：第902重輸送車両中隊が舞鶴駐屯地から宇治駐屯地へ移駐。
- 1952年（昭和27年）
  - 1月25日：第905輸送車両中隊が曽根駐屯地から福岡駐屯地に移駐。
  - 2月29日：第902重輸送車両中隊（宇治駐屯地）を第909輸送中隊に改編。
  - 6月20日：第906輸送中隊、第907輸送中隊を朝霞駐屯地に新編。

保安隊時代
- 1952年（昭和27年）12月18日：第909輸送中隊（宇治駐屯地）を第306輸送中隊に改編。
- 1954年（昭和29年）
  - 3月10日：第905輸送車両中隊が福岡駐屯地から目達原駐屯地に移駐。

陸上自衛隊発足
- 1954年（昭和29年）
  - 7月1日：

  1. 第900輸送大隊（立川駐屯地）が第101輸送大隊に称号変更。
  2. 第901輸送中隊（立川駐屯地）が第301輸送中隊に称号変更。
  3. 第906輸送中隊（朝霞駐屯地）が第302輸送中隊に称号変更。
  4. 第907輸送中隊（朝霞駐屯地）が第303輸送中隊に称号変更。
  5. 第905輸送車両中隊（目達原駐屯地）が第307輸送中隊に称号変更。

  - 9月10日：

  1. 業務学校第4部が陸上自衛隊輸送学校として独立。
  2. 第101輸送大隊（立川駐屯地）が陸上自衛隊輸送学校に編合。

  - 9月29日：第302輸送中隊が朝霞駐屯地から立川駐屯地へ移駐。
  - 9月30日：第303輸送中隊が朝霞駐屯地から立川駐屯地へ移駐。
  - 10月15日：第102輸送大隊（第304輸送中隊・第305輸送中隊・第308輸送中隊基幹）が札幌駐屯地において編成完結。
  - 10月30日：第102輸送大隊が札幌駐屯地から真駒内駐屯地に移駐。

- 1955年（昭和30年）10月25日：第306輸送中隊が宇治駐屯地から伊丹駐屯地に移駐。

- 1958年（昭和33年）
  - 6月25日：第309輸送中隊が立川駐屯地において編成完結。
  - 7月3日：第309輸送中隊が立川駐屯地から霞目駐屯地に移駐。

- 1960年（昭和35年）
  - 1月14日：第309輸送中隊（霞目駐屯地）が東北方面隊に編合。
  - 3月21日：輸送学校が立川駐屯地から朝霞駐屯地に移転。
- 1961年（昭和36年）2月28日：第7混成団直轄部隊として第7装甲輸送隊が東千歳駐屯地に新編。

師団の編成
- 1962年（昭和37年）1月18日：

1. 第1師団直轄部隊として第1輸送隊が練馬駐屯地に新編。
2. 第2師団直轄部隊として第2輸送隊が旭川駐屯地に新編。
3. 第3師団直轄部隊として第3輸送隊が千僧駐屯地に新編。
4. 第5師団直轄部隊として第5輸送隊が帯広駐屯地に新編。
5. 第10師団直轄部隊として第10輸送隊が守山駐屯地に新編。
6. 第11師団直轄部隊として第11輸送隊が真駒内駐屯地に新編。
7. 第12師団直轄部隊として第12輸送隊が新編。
8. 第13師団直轄部隊として第13輸送隊が海田市駐屯地に新編。

- 1962年（昭和37年）8月15日：

1. 第4師団直轄部隊として第4輸送隊が福岡駐屯地に新編。
2. 第6師団直轄部隊として第6輸送隊が神町駐屯地に新編。
3. 第8師団直轄部隊として第8輸送隊が北熊本駐屯地に新編。
4. 第9師団直轄部隊として第9輸送隊が青森駐屯地に新編。

- 1969年（昭和44年）4月1日：第101輸送大隊（立川駐屯地）が東部方面隊隷下に編合。

方面輸送隊を編成
- 1975年（昭和50年）3月26日：

1. 第101輸送大隊（朝霞駐屯地）を廃止・改編し、東部方面輸送隊が朝霞駐屯地に新編。
2. 第102輸送大隊（真駒内駐屯地）を廃止・改編し、北部方面輸送隊が真駒内駐屯地に新編。
3. 第310輸送中隊が真駒内駐屯地に新編され、北部方面輸送隊に編合。
4. 第311輸送中隊が朝霞駐屯地に新編され、陸上自衛隊輸送学校に隷属。

- 1976年（昭和51年）3月25日：

1. 東北方面輸送隊（霞目駐屯地）が霞目駐屯地において編成完結。隷下に第309輸送中隊を編合。
2. 西部方面輸送隊が目達原駐屯地において編成完結。
3. 中部方面輸送隊が伊丹駐屯地において編成完結。
4. 第303輸送隊が伊丹駐屯地に新編され、中部方面輸送隊に編合。

- 1980年（昭和55年）3月25日：

1. 中部方面輸送隊が伊丹駐屯地から豊中分屯地へ移駐。
2. 西部方面輸送隊が目達原駐屯地から健軍駐屯地に移駐。

後方支援連隊を編成
- 1981年（昭和56年）3月25日：第7師団直轄部隊の第7装甲輸送隊（東千歳駐屯地）が第7後方支援連隊隷下の輸送隊となる。
- 1983年（昭和58年）3月24日：京浜港湾処理隊、青函地区輸送連絡隊、第391会計隊が編合・改編して陸上自衛隊中央輸送業務隊（隊本部：横浜駐屯地）で発足。
- 1985年（昭和60年）3月20日：第303輸送隊を廃止・改編し、第312輸送中隊を豊中分屯地に新編。
- 1988年（昭和63年）3月25日：第2師団直轄部隊の第2輸送隊（旭川駐屯地）が第2後方支援連隊の隷下の輸送隊となる。
- 1989年（平成元年）3月24日：第11師団直轄部隊の第11輸送隊（真駒内駐屯地）が第11後方支援連隊の隷下の輸送隊となる。
- 1990年（平成02年）3月26日：

1. 第6師団直轄部隊の第6輸送隊（神町駐屯地）が第6後方支援連隊の隷下の輸送隊となる。
2. 第8師団直轄部隊の第8輸送隊（北熊本駐屯地）が第8後方支援連隊の隷下の輸送隊となる。
3. 第9師団直轄部隊の第9輸送隊（青森駐屯地）が第9後方支援連隊の隷下の輸送隊となる。

- 1991年（平成03年）3月29日：

1. 第10師団直轄部隊の第10輸送隊（守山駐屯地）がた第10後方支援連隊の隷下の輸送隊となる。
2. 第12師団直轄部隊の第12輸送隊（新町駐屯地）が第12後方支援連隊の隷下の輸送隊となる。
3. 第13師団直轄部隊の第13輸送隊（海田市駐屯地）が第13後方支援連隊の隷下の輸送隊となる。

- 1992年（平成04年）3月27日：

1. 第1師団直轄部隊の第1輸送隊（朝霞駐屯地）が第1後方支援連隊の隷下の輸送隊となる。
2. 第3師団直轄部隊の第3輸送隊（千僧駐屯地）が第3後方支援連隊の隷下の輸送隊となる。

- 1993年（平成05年）3月30日：第313輸送中隊および第314輸送中隊を真駒内駐屯地に新編し、北部方面輸送隊に編合。
- 1996年（平成08年）1月：陸上自衛隊中央輸送業務隊に移動支援隊を新編。

方面後方支援隊の発足
- 2000年（平成12年）3月28日：北部方面輸送隊が北部方面後方支援隊に隷属。
- 2002年（平成14年）3月27日：

1. 第101輸送業務隊が北部方面輸送隊隷下に真駒内駐屯地に新編され、第2端末地業務班を旭川駐屯地に、第3端末地業務班を帯広駐屯地に配置。
2. 東部方面輸送隊が東部方面後方支援隊に隷属。
3. 第102輸送業務隊を朝霞駐屯地に新編。東部方面輸送隊に隷属。
4. 第312輸送中隊（豊中分屯地）を廃止・改編し、第305輸送隊を豊中分屯地に新編。

- 2003年（平成15年）3月27日：西部方面輸送隊が西部方面後方支援隊に隷属。
- 2004年（平成16年）3月29日：

1. 中部方面輸送隊が中部方面後方支援隊に隷属。
2. 第104輸送業務隊が中部方面輸送隊隷下に豊中分屯地で新編され、第1端末地業務班を春日井駐屯地に、第2端末地業務班を海田市駐屯地に、第3端末地業務班を善通寺駐屯地に配置。
3. 第303輸送中隊（朝霞駐屯地）を廃止。

- 2006年（平成18年）3月24日：豊中分屯地廃止に伴い、中部方面輸送隊が桂駐屯地へ移駐。
- 2006年（平成18年）3月27日：

1. 陸上自衛隊中央輸送業務隊青函地区隊、京浜地区隊を廃止し、輸送処理隊を新編、移動支援隊を3隊に分割。
2. 東北方面輸送隊が東北方面後方支援隊に隷属。
3. 第105輸送業務隊が霞目駐屯地で新編。東北方面輸送隊に隷属。

- 2008年（平成20年）3月26日：

1. 陸上自衛隊中央輸送業務隊第3移動支援隊が函館駐屯地から横浜駐屯地へ移駐。
2. 第308輸送中隊（真駒内駐屯地）を廃止。

- 2010年（平成22年）3月26日：第15旅団創設に伴い、第103輸送業務隊を那覇駐屯地で新編。西部方面輸送隊に編合。
- 2015年（平成27年）3月26日：陸上自衛隊中央輸送業務隊に第4移動支援隊、第5移動支援隊を新編。
- 2018年（平成30年）
  - 3月26日：

  1. 第101輸送業務隊（真駒内駐屯地）を廃止（陸上自衛隊中央輸送隊隷下の第1方面分遣隊に改編）。
  2. 第102輸送業務隊（朝霞駐屯地）を廃止（陸上自衛隊中央輸送隊隷下の第3方面分遣隊に改編）。
  3. 第103輸送業務隊（那覇駐屯地）を廃止（陸上自衛隊中央輸送隊隷下の第5方面分遣隊に改編）。
  4. 第104輸送業務隊（桂駐屯地）を廃止（陸上自衛隊中央輸送隊隷下の第4方面分遣隊に改編）。
  5. 第105輸送業務隊（霞目駐屯地）を廃止（陸上自衛隊中央輸送隊隷下の第2方面分遣隊に改編）。
  6. 西部方面混成団隷下の竹松車両教育隊を西部方面輸送隊隷下に編入。

  - 3月27日：陸上自衛隊中央輸送業務隊を陸上自衛隊中央輸送隊に改編。

  1. 第1～第5移動支援隊を第1～第5国際輸送支援隊に改編。
  2. 各方面後方支援隊隷下の方面輸送隊輸送業務隊を隷下に編合して方面分遣隊として再編成。

- 2019年（平成31年）3月4日：北部方面輸送隊に輸送用20ftコンテナを導入。
- 2023年（令和05年）
  - 3月15日：

  1. 北部方面輸送隊主力が真駒内駐屯地から東千歳駐屯地に移駐[1][2]。第304輸送中隊および第305輸送中隊が真駒内駐屯地から島松駐屯地に移駐。
  2. 陸上自衛隊中央輸送隊第1方面分遣隊が真駒内駐屯地から東千歳駐屯地に移駐[3]。

  - 3月16日：第3後方支援連隊輸送隊第3輸送小隊（千僧駐屯地）を廃止[4]。（第3戦車大隊廃止に伴う改編）

## その他の廃止部隊一覧
方面直轄輸送部隊
- 第900輸送大隊：1954年（昭和29年）6月30日廃止。第101輸送大隊に称号変更。
- 第901輸送車両中隊（船岡駐屯地）：1951年（昭和26年）5月1日新編。1954年（昭和29年）7月1日、第301輸送中隊（立川駐屯地）に称号変更。
- 第902重輸送車両中隊（舞鶴駐屯地）：1951年（昭和26年）3月28日新編。1952年（昭和27年）2月29日、第909輸送中隊（宇治駐屯地）に改編。
- 第903輸送車両中隊（福知山駐屯地）：1951年（昭和26年）5月1日新編。
- 第905輸送車両中隊（曽根駐屯地）：1951年（昭和26年）5月1日新編。1954年（昭和29年）7月1日第307輸送中隊（目達原駐屯地）に称号変更。
- 第909輸送中隊（宇治駐屯地）：1952年（昭和27年）2月29日、第902重輸送車両中隊から改編。1952年（昭和27年）12月18日、第306輸送中隊（宇治駐屯地）に改編。
- 第906輸送中隊（朝霞駐屯地）：1952年（昭和27年）6月20日新編。1954年（昭和29年）7月1日、第302輸送中隊（朝霞駐屯地）に称号変更。
- 第907輸送中隊（朝霞駐屯地）：1952年（昭和27年）6月20日新編。1954年（昭和29年）7月1日、第303輸送中隊（朝霞駐屯地）に称号変更。